# Dolenje Ponikve
Dolenje Ponikve je naselje u slovenskoj Općini Trebnju. Dolenje Ponikve se nalazi u pokrajini Dolenjskoj i statističkoj regiji Jugoistočnoj Sloveniji. 

## Stanovništvo
Prema popisu stanovništva iz 2002. godine naselje je imalo 161 stanovnika.